# Zaborze (Borzysławiec)
Zaborze – nieoficjalna część wsi Borzysławiec w województwie zachodniopomorskim, w powiecie goleniowskim, w gminie Goleniów.
Miejscowość leży w Dolinie Dolnej Odry, na skraju Puszczy Goleniowskiej. Obecnie zachowały się 3 zagrody. Osada typowo rolnicza, śródpolna.
Pierwsza wzmianka pochodzi z 1838 roku, kiedy wymieniano 8 dzierżawców i 3 komorników. W 1874 osada liczyła tylko 4 domy i 40 ludzi. W 1928 roku mieszkały tu 44 osoby.
Do 1945 r. poprzednią niemiecką nazwą osady była Langenhorst. W 1948 r. ustalono urzędowo polską nazwę wsi Zaborze.